# Röda nejlikan
Röda nejlikan är en roman av baronessan Orczy, utgiven 1905; den första i en serie ur vilken sammanlagt sex böcker översatts till svenska. Romanen skrevs efter att Orczys teaterpjäs med samma namn haft stor framgång i London och varit populär tidigare under 1905, efter att först ha spelats i Nottingham år 1903. Handlingen utspelar sig under franska revolutionen. Huvudpersonen är en engelsman, sir Percival Blakeney, som under täcknamnet "Röda nejlikan" ägnar sig åt att i hemlighet rädda franska adelsmän ut ur Frankrike i slutet av 1700-talet.
Den engelska originaltiteln "The Scarlet Pimpernel" syftar på den blomma som på svenska kallas rödmire (Anagallis arvensis) och inte på en nejlika.
Boken utgavs första gången i Sverige år 1907 under titeln "Den röda nejlikan: en skildring från franska revolutionen", i översättning av Karin Jensen.

## Filmatiseringar i urval
- 1934 - Röda nejlikan - med Leslie Howard som Röda Nejlikan, Merle Oberon som Lady Blakeney och Raymond Massey som Chauvelin.
- 1950 - Den gäckande nejlikan - med David Niven som Röda Nejlikan, Margaret Leighton som Lady Blakeney och Cyril Cusack som Chauvelin.
- 1982 - Den röda nejlikan - med Anthony Andrews som Röda Nejlikan, Jane Seymour som Lady Blakeney och Ian McKellen som Chauvelin.
- 1999 - Röda nejlikan - med Richard E. Grant som Röda Nejlikan, Elizabeth McGovern som Lady Blakeney och Martin Shaw som Chauvelin.

## Musikal
- 1997 - Röda nejlikan (musikal) - musikalversion skriven av Nan Knighton